# Kyriakos Pittakis

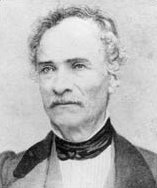
Kyriakos Pittakis

Kyriakos Pittakis (Grieks: Κυριάκος Πιττάκης) (Psiri, 1798 – Athene, 23 oktober 1863) was een Grieks archeoloog. Pittakis was een soldaat tijdens de strijd in 1821 van het Griekse leger tegen het Ottomaanse Rijk. De Turkse troepen, wanhopig op zoek naar munitie, begonnen met het afbreken van delen van de Acropolis om lood te vinden voor kogels. Toen Pittakis en zijn cohorten hiervan hoorden, stuurde ze kogels naar hun tegenstanders in de hoop dat ze de Acropolis zouden sparen.
Pittakis werd de eerste Griekse Bewaarder van de Antiquiteiten. Van 1837 tot 1840 had Pittakis de leiding over de herbouw van de Erechtheion.
Kyriakos Pittakis verzamelde inscripties in de kerk van Megale Panagia, de Tempel van Hephaistos, de Stoa van Hadrianus en de Toren van de winden. Hij heeft een grote bijdrage geleverd aan de Griekse archeologie.
- Gemeinsame Normdatei: 116202963
- International Standard Name Identifier: 0000 0000 7326 1915
- Library of Congress Control Number: nr96020595
- Nederlandse Thesaurus van Auteursnamen: 150690266
- Réseau des bibliothèques de Suisse occidentale: 02-A003697701
- SNAC: w68d1554
- Système universitaire de documentation: 172596874
- Virtual International Authority File: 74597159
- WorldCat: E39PBJwdfmcgvdQfdwMKXbDXh3